# Бастелика
Бастелика (фр. Bastelica) је насељено место у Француској у региону Корзика, у департману Јужна Корзика.
По подацима из 2011. године у општини је живело 527 становника, а густина насељености је износила 4,13 становника/km².

## Демографија
| 1962. | 1968. | 1975. | 1982. | 1990. | 2011. |
| ----- | ----- | ----- | ----- | ----- | ----- |
| 833   | 774   | 762   | 766   | 436   | 527   |